# Glockengießer (Film)
Glockengießer ist ein Dokumentarfilm des DEFA-Studios für Dokumentarfilme, der im Auftrag des Fernsehens der DDR unter der Regie von Heide Gauert im Jahr 1987 entstanden ist.

## Handlung
Im Jahr 1987 trifft auf dem Berliner Platz der Akademie ein Lastkraftwagen mit einer Glocke für den Französischen Dom ein. Diese Glocke ist für ein Carillon bestimmt, das aus 60 Glocken bestehen soll, die zwischen 5,7 Tonnen und 20 Kilogramm wiegen. Anfang des Jahres 1986 sollte die Glockengießerei in Apolda, die traditionsreiche und einzige Glockengießerei der DDR, diesen Auftrag übernehmen, die sich aber nicht in der Lage sah, diesen termingerecht auszuführen. Also ging man auf die Suche und fand in dem kleinen VEB Leichtmetallguss Pößneck einen Betrieb, der bisher nichts mit dem Glockenguss, der eigentlich Jahrhunderte an Erfahrungen benötigt, zu tun hatte, deren Mitarbeiter sich aber dieser Aufgabe stellen wollten. Während die Glocke sich auf dem Weg in den oberen Teil des Turms des Französischen Doms befindet, blickt der Film zurück auf die Anfänge dieser Aufgabe.
Die Pößnecker Fabrik ist eine ehemalige Schmiede aus den Gründerjahren und die darinstehenden Maschinen gehören nicht zu den modernsten. Der Plan für 1986 sah eine Produktion von 2000 Tonnen Erzeugnisse im Aluminiumhandguss und Messingschleuderguss vor, der größte Teil davon waren Massenartikel. Doch dann hat sich ein Stamm von Mitarbeitern gefunden, der sich mit dem Bau der Glocken beschäftigen wollte. Ein großer Teil der dafür anfallenden Arbeit wurde nach Feierabend und an den Wochenenden erledigt, denn der normale Produktionsplan musste ja auch erfüllt werden. Dann wurde eine Gießgrube gebaut und der erste Versuch gestartet, eine Form zu bauen, die aber aus Zeitgründen nicht, wie üblich aus Lehm, sondern aus Sand gebaut wurde. Auch in Apolda gab es bereits vor Jahren Versuche mit Sandformen, die aber fehlschlugen. Doch die Berechnung der Formen und die Anfertigung der Schablonen geschieht in Apolda, da dort die Fachleute dafür saßen. 
Der Guss selbst begann mit dem Erhitzen der Bronze auf 1130 °C, was Stunden dauerte. Das Material wurde mit 10 % Zinnanteil geliefert, der auf 22 % für einen Glockenguss erhöht werden musste. Die richtige Legierung entscheidet über den Klang der Glocke. Für den ersten Guss haben sie gewartet, bis keine anderen Kollegen mehr im Betrieb waren, um bei einem Fehlguss einer Blamage aus dem Weg zu gehen. Die Aufregung der Beteiligten ging bis zur körperlichen Beeinträchtigung. Am Anfang stand ein Versuch, der Mut zum Risiko, der mit einer Sensation endete, da eine Jahrhunderte alte Technologie umgewälzt wurde. Bisher brauchte man für die Herstellung einer großen Glocke 190 Tage, wozu die Pößnecker nur 6 Tage brauchten. Doch ohne die Spezialisten aus Apolda ging es nicht, denn erst hier wurde den Glocken der letzte Schliff gegeben, der für einen guten Ton erforderlich ist. Inzwischen haben die Pößnecker über 300 Glocken in den Auftragsbüchern zu stehen, wovon allein im Jahr 1987 etwa 150 Stück gegossen wurden. Zur Einweihung des Glockenspiels im Französischen Dom wurden die Glockenbauer nach Berlin eingeladen.

## Produktion und Veröffentlichung
Glockengießer wurde 1987 als 35-mm-Film auf ORWO-Color, mit einigen historischen Schwarzweißfilm-Sequenzen, von der Künstlerischen Arbeitsgruppe forum der DEFA gedreht und hatte seine Erstausstrahlung am 24. Dezember 1987 im 2. Programm des Fernsehens der DDR. Die erste nachweisbare Aufführung auf einer großen Leinwand erfolgte während des Nationalen Dokumentarfilmfestivals Neubrandenburg im Oktober 1987.
Die Dramaturgie lag in den Händen von Kurt Eifert.

## Auszeichnungen
- 1987: Staatliches Prädikat: Wertvoll